# Narrillos del Rebollar
Narrillos del Rebollar – gmina w Hiszpanii, w prowincji Ávila, w Kastylii i León, o powierzchni 17,41 km². W 2011 roku gmina liczyła 60 mieszkańców.